# Yann Bonato
Yann Jean-Claude Bonato, (Cannesm 24 de março de 1972) é um basquetebolista profissional francês que atualmente está aposentado. Durante sua carreira com a Seleção Francesa de Basquetebol conquistou a Medalha de Prata nos Jogos Olímpicos de Verão de 2000 em Sydney.